# ラウドン郡 (テネシー州)
ラウドン郡（英: Loudon County）は、アメリカ合衆国テネシー州の東部に位置する郡である。2010年国勢調査での人口は48,556人であり、2000年の39,086人から24.2%増加した。郡庁所在地はラウドン市（人口5,381人）であり、同郡で人口最大の都市はレノアシティ市（人口8,642人）である。
ラウドン郡はノックスビル大都市圏に属している。

## 歴史
ラウドン郡は1870年5月27日に、ローン郡、モンロー郡、ブラウント郡のそれぞれ一部を合わせて設立された。当初はクリスティアナ郡と名付けられたが、数日後には近くにある開拓時代のラウドン砦に因み、ラウドン郡に変更された。この砦は、フレンチ・インディアン戦争の時のイギリス軍総司令官第4代ラウドン伯爵ジョン・キャンベルに因んで名付けられていた。ラウドン郡設立以前に、テネシー州憲法の一般要求事項を満たすことが難しくて、何度かの郡設立の試みが失敗していた。郡設立を認める法はテネシー州知事が承認したことでは初めてのものだった。D・W・C・センター知事が1870年6月2日に法に署名して、ラウドン郡が生まれた。
1870年8月、郡の役人が選定された。同年9月5日、ラウドン市のバプテスト教会で郡の統治組織が結成された。この教会は暫定的な郡政府となり、1872年にJ・W・クラーク兄弟社が建設した庁舎が完成するまで続いた。
ジャクソンフェリーに近いグリフィッツの家屋と農園は、南北戦争の時代に地下鉄道の駅だったという強い伝承がある。グリフィッツはクエーカー教徒であり涙の道の時代にはチェロキー族を援助したとも言われている。

## 地理
アメリカ合衆国国勢調査局に拠れば、郡域全面積は247平方マイル (640 km2)であり、このうち陸地229平方マイル (594 km2)、水域は18平方マイル (47 km2)で水域率は7.34%である。

### 隣接する郡
- ノックス郡 - 北東
- ブラウント郡 - 東
- モンロー郡 - 南
- マクミン郡 - 南西
- ローン郡 - 北西

## 人口動態

2000人口ピラミッド

以下は2000年国勢調査による人口統計データである。
| 基礎データ - 人口: 39,086人 - 世帯数: 15,944 世帯 - 家族数: 11,798 家族 - 人口密度: 66人/km2（171人/mi2） - 住居数: 17,277軒 - 住居密度: 29軒/km2（76軒/mi2） 人種別人口構成 - 白人: 95.90% - アフリカン・アメリカン: 1.14% - ネイティブ・アメリカン: 0.32% - アジア人: 0.21% - 太平洋諸島系: 0.02% - その他の人種: 1.43% - 混血: 0.98% - ヒスパニック・ラテン系: 2.29% 年齢別人口構成 - 18歳未満: 21.9% - 18-24歳: 6.7% - 25-44歳: 27.5% - 45-64歳: 27.7% - 65歳以上: 16.2% - 年齢の中央値: 41歳 - 性比（女性100人あたり男性の人口） - 総人口: 95.1 - 18歳以上: 92.1 | 世帯と家族（対世帯数） - 18歳未満の子供がいる: 28.4% - 結婚・同居している夫婦: 61.7% - 未婚・離婚・死別女性が世帯主: 8.9% - 非家族世帯: 26.0% - 単身世帯: 22.8% - 65歳以上の老人1人暮らし: 10.1% - 平均構成人数 - 世帯: 2.42人 - 家族: 2.82人 収入と家計 - 収入の中央値 - 世帯: 40,401米ドル - 家族: 46,517米ドル - 性別 - 男性: 33,567米ドル - 女性: 23,164米ドル - 人口1人あたり収入: 21,061米ドル - 貧困線以下 - 対人口: 10.0% - 対家族数: 6.9% - 18歳未満: 12.8% - 65歳以上: 9.0% |

## 都市と町
- レノアシティ
- ラウドン - 郡庁所在地
- フィラデルフィア
- グリーンバック

### 未編入の町
- ディキシーリージャンクション
- モーガントン
- テリコビレッジ

## 教育
レノアシティを除く郡全域の公共教育はラウドン郡教育学区が管轄している。
レノアシティではレノアシティ教育学区の学校で児童を学ばせている。ラウドン郡教育学区は現在児童生徒数過多という問題がある。郡政委員会と教育委員会は新しい学校建設資金に関して手詰まり状態にある。